# Biserica de lemn din Borșa, Cluj

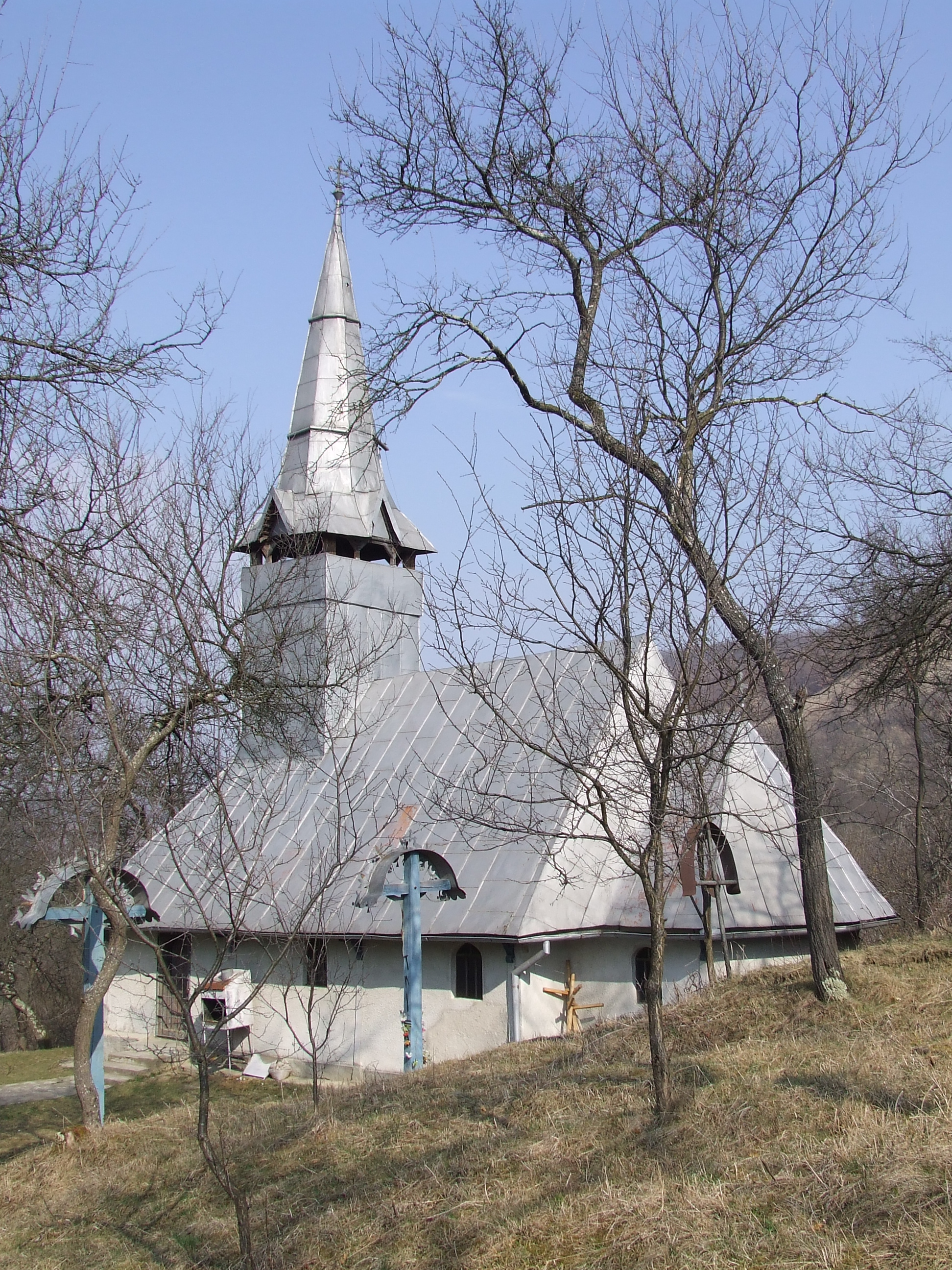
Biserica de lemn din Adalin

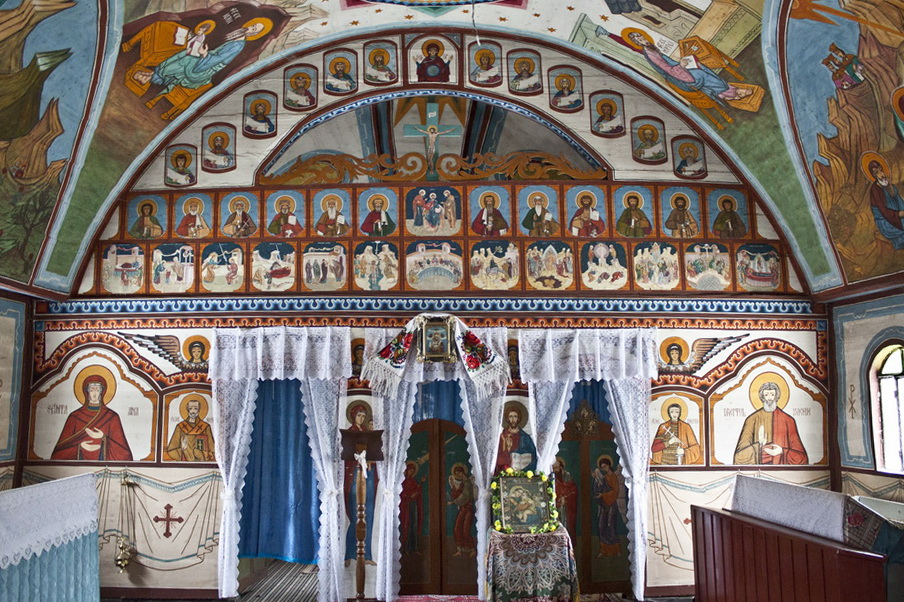
Biserica de lemn din Adalin

Biserica de lemn din Borșa se află în prezent în localitatea Adalin, județul Sălaj, unde a fost adusă în anul 1901 din satul Borșa, Cluj. Începuturile acestei bisericuțe merg până înainte de anul 1787, iar povestea ei este una particulară, legată de destinul meșterului și zugravului de biserici Urs Broină. Biserica nu se află pe noua listă a monumentelor istorice deși este un martor viu de cultură și istorie ardeleană. Având hramul "Sf. Dumitru", biserica a fost folosită de comunitate până în anul 2010, an în care a fost terminată noua biserică de zid.

## Istoric
Povestea mișcătoare a acestui lăcaș a fost scoasă la lumină de istoricul ardelean Augustin Bunea și de redactorul revistei Rĕvașul, Elie Dăianu. Aceștia au publicat un document păstrat în arhiva parohiei din Stoboru și tradițiile locale care indică începuturile bisericii de lemn într-o mănăstire din hotarul satului Stoboru. Documentul este o scrisoare scrisă în română cu caractere chirilice adresată împăratului Iosif al II-lea în anul 1787 de către chiar ctitorul ei. Ctitorul a fost meșterul și zugravul de biserici Urs Broină, locuitor iobag în Stoboru. Urs Broină s-a adresat împăratului cu nădejdia de a salva mănăstirea ridicată în anii din urmă. „... Acésta m'aș plânge și m'aș jelui înaintea Împěrății tale: Iată Dómne Impĕrate, eu Broină Urs din varmeghia Clujului din satul Stoborul, am cugetat din minte, ce mi-au dat Dumnezeu sĕ fac o mânăstire, și cu ajutorul lui Dumnezeu o-am făcut, de care lucru mĕ și bucuram, ce Dómne Impĕrate, aceștii sfinte Mănăstiri așa i-s'au întêmplat, că au vinit o poruncă dela cinstita Tablă a nóstră a Clujului, că-i porunca înălțatului Împĕrat și a crăescului Gobernium, cum nici o mănăstire sĕ nu rĕmâie supt stăpânirea împĕrății tale și așa au venit și la mine, cum până la opt zile sĕ o rĕsipesc și sĕ o stric. ...” Desființarea ei era cerută de un decret imperial din 1787 prin care au fost închise majoritatea așezămintelor monastice din cuprinsul Imperiului Habsburgic. Demolarea bisericii s-a făcut, după cum descrie autorul scrisorii, la sorocul celor opt zile, când „a venit solgbirău Căceli Jiga și comisarășu Diulai și cu alți nemiși, aducĕnd óameni și sate spre stricare Mănăstirii”. După rugămințile sale de a primi un răgaz mai lung, în care să ceară împăratului păstrarea mănăstirii, „aceștia se aprinsĕră de mâniă și [în]dată mĕ legară și mănăstire o stricară.” În încheiere, ctitorul a cerut fie revenirea asupra deciziei de desființare a mănăstirii fie recuperarea celor 500 de florini investiți în defrișarea locului și ridicarea bisericii. Scrisoarea nu a ajuns la destinatar, fiind oprită de guvernul de la Sibiu pe motivul că legea nu putea fi schimbată.
Demolarea bisericii mănăstirii nu a condus la dispariția construcției. Conform tradiției păstrate în Stoboru, biserica a fost dăruită credincioșilor din Borșa, unde a fost reconstruită și repictată de același ctitor-zugrav. La cumpăna secolelor 19 și 20 biserica a fost încă o dată mutată, de data aceasta în satul Adalin, unde se păstrează până astăzi.
În pisania ce se păstrează în biserică, pisanie realizată în timpul pictării interiorului bisericii din anii '80, este precizat momentul aducerii bisericii în Adalin. Se amintește astfel, că biserica a fost cumpărată de credincioșii din Adalin la anul 1900, fiind transportată cu carele. Biserica a suferit pe parcursul timpului mai multe intervenții, în anul 1965 aceasta fiind acoperită cu tablă zincată. În timpul epicopului Vasile Coman de la Oradea, biserica a fost pictată de către Vasile Gherman din Sânpetru Almașului, icoanele prăznicare de pe iconostas, ușile împărătești și icoanele Mântuitorului și Preacuratei fiind făcute de către Emilian Nicula-Andreica, lucrarea fiind realizată cu sprijinul material benevol al credincioșilor din Adalin. La acel moment protopop al Zalăului era pr. Marcel Andreescu, paroh pr. Nicolae Lăpuște iar coratori Augustin Cristea, Ieremia Cristea și Ioan Cozma.
Istoria recentă a bisericii este completată și de istoricul parohiei Adalin, realizat în anul 1967 de către părintele paroh Vasile Herdea. După cumpărarea bisericii de la credincioșii din Borșa în anul 1900, biserica este reconstruită în 1901 cu ajutorul unor meșteri din Cubleșu Someșan a căror nume nu s-a păstrat. Transportată de credincioșii din Adalin, după ce a fost desfăcută în bucăți, biserica a fost reconstruită pe temelie de piatră, în exterior fiind mai apoi tencuită. Cu timpul și în interior au fost făcute modificări, tencuindu-se pe jumătate și interiorul, bolta naosului și altarul rămânând netencuite. La acel moment, iconostasul era din lemn fiind așezate pe el numai câteva icoane răzlețe. Inventarul bisericii era întregit de un candelabru de lemn, frumos decorat, numit "Porumbar" - avea în partea de sus un porumbel sculptat din lemn, de icoane pe sticlă ce reprezentau pe Isus Hristos cu Evanghelia, Nașterea Domnului, Adam și Eva în Rai, Sfântul Gheorghe, Arhanghelul Mihail - icoană pe lemn, precum și de cărți vechi: Sfânta Evanghelie tipărită la 1746 și Octoihul Mare, amândouă scrise cu caractere chirilice, provenite din tipografiile de la Râmnic. Toate aceste obiecte, care în prezent nu se mai află în biserică, au aparținut unei biserici vechi despre a cărei soartă nu se cunosc alte informații.

## Trăsături
Mica biserică, după aducerea ei din Borșa, a fost reconstruită în mijlocul cimitirului, pe un deal. Pereții, în prezent tencuiți și în interior și în exterior descriu un plan dreptunghilar ce se termină spre răsărit cu absida altarului, decroșată, cu cinci laturi. Pentru a conferi stabilitate tencuielii, grinzile pereților au fost acoperite mai întâi cu o rețea de crenguțe de carpen. Ulterior au fost aplicate cel puțin două straturi distincte de tencuială, așa cum se poate vedea în unele părți ale peretelui unde tencuiala este picată. Acoperișul de șindrilă a fost înlocuit cu unul de tablă zincată în anul 1965. Acesta este comun pentru spațiul pronaosului și al naosului, în timp ce în dreptul absidei altarului este mai scund. Coama acoperișului poartă, în extremitatea sa estică, deasupra naosului dar și deasupra absidei altarului, câte o mică cruce din metal. Spre vest, acoperișul este străpuns de turnul clopotniță, așezat deasupra pronaosului. Turnul, îmbrăcat în tablă, are o galerie deschisă generată de o succesiune de patru stâlpișori. Fleșa turnului este relativ scundă, robustă. Se remarcă, drept ornament, la baza fleșei turnului, triunghiurile realizate din tablă a căror aspect aduc cu frontoanele triunghiulare ale bisericilor de zid.
Intrarea în biserică se face pe latura de sud. Spațiul interior al bisericii, este tăvănit peste zona care se dorește a fi pronaos. Naosul este acoperit de o boltă semicilindrică. Peretele despărțitor dintre cele două încăperi numai există, cele două spații fiind delimitate doar cu ajutorul a două coloane de lemn, profilate, cu capiteluri împodobite cu volute. Accesul spre podul bisericii se face cu ajutorul scării de lemn de după ușa de la intrare. Datorită lipsei de spațiu, peste jumătatea vestică a naosului a fost construit corul. Trecerea spre absida altarului se face prin spațiile consacrate: cele două uși diaconești pe laterale și prin intermediul ușilor împărătești din centru. Spațiul absidei este acoperit de o boltă mai înjustă și mai joasă terminată cu un timpan decorat cu pictură.

## Imagini

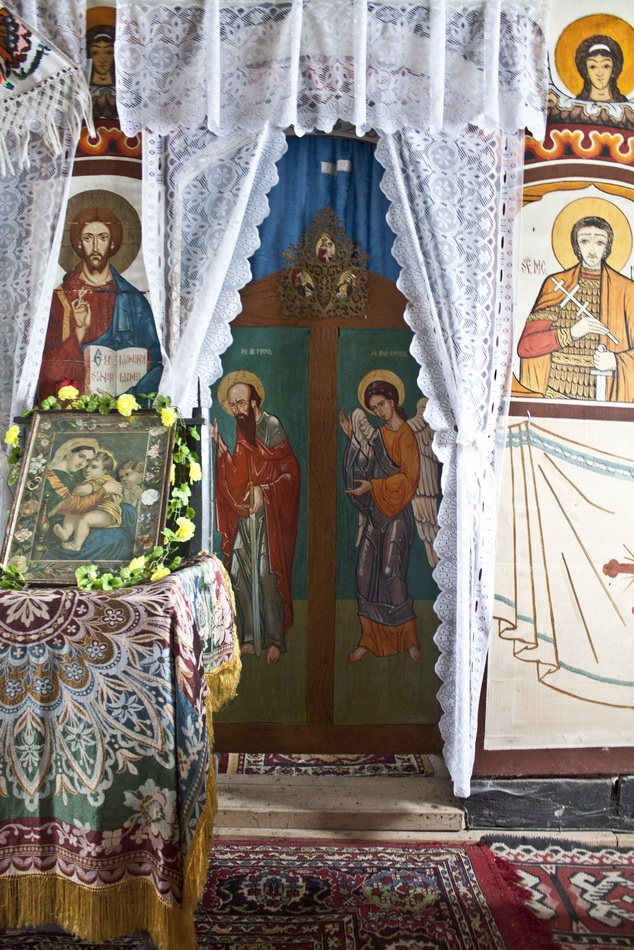
Uşile împărăteşti
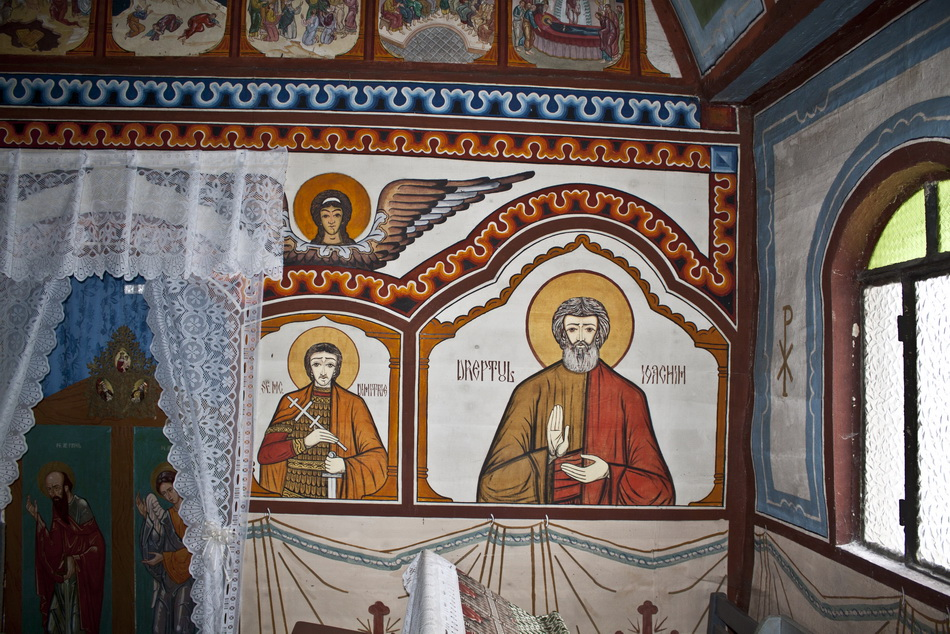
Pictura naosului - Dreptul Ioachim
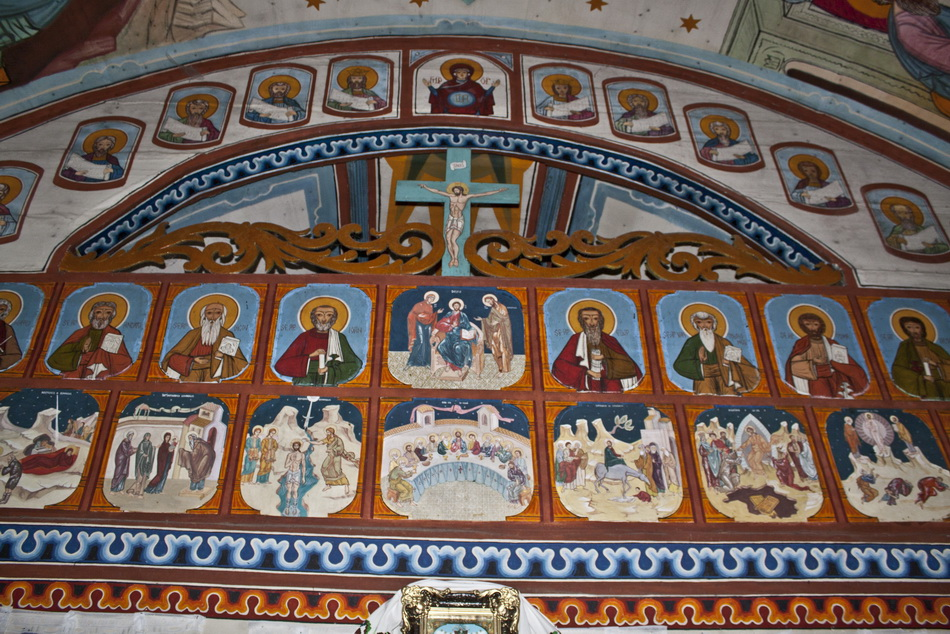
Iconostasul
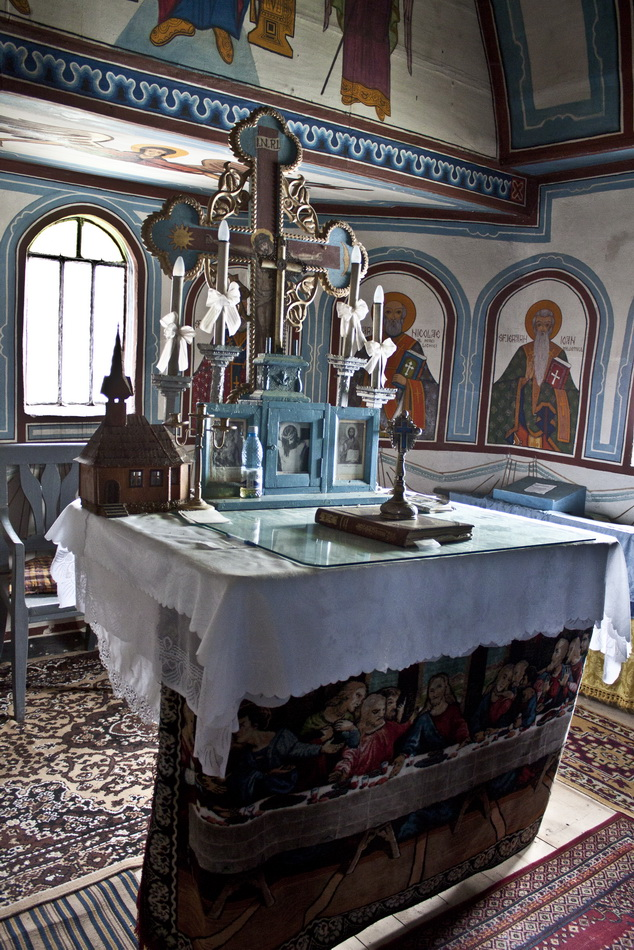
Masa altarului
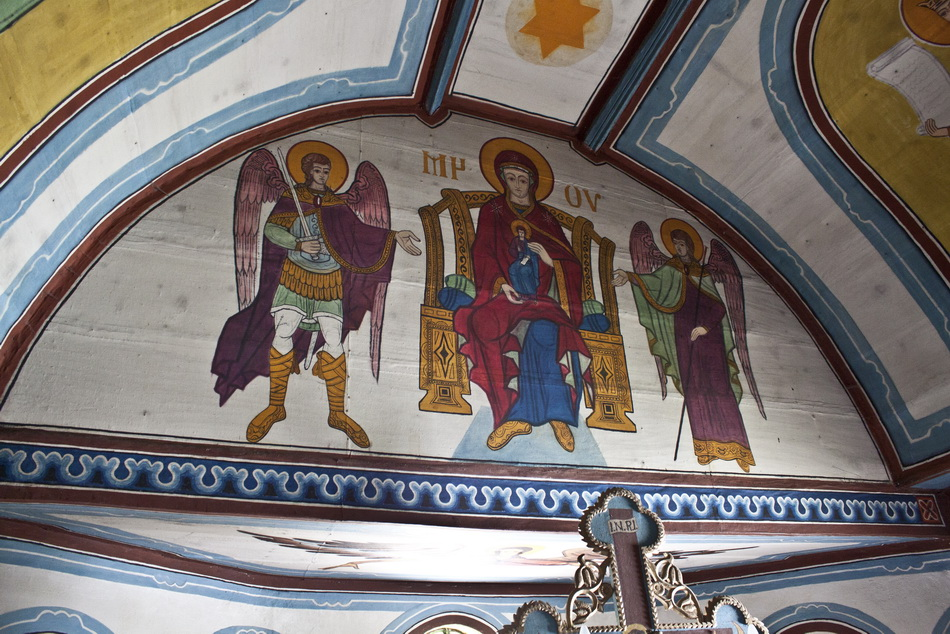
Încheierea boltei absidei
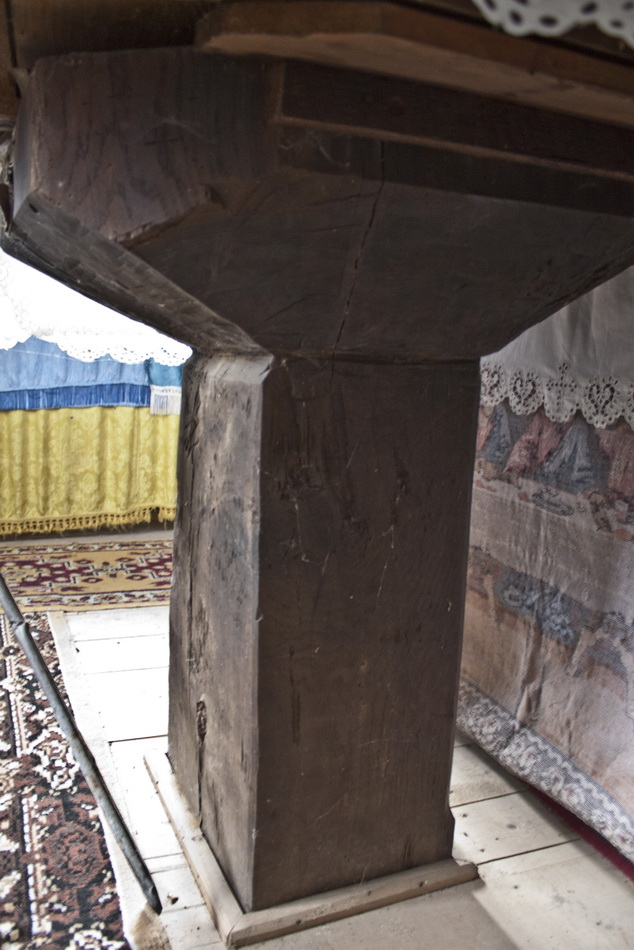
Piciorul mesei altarului
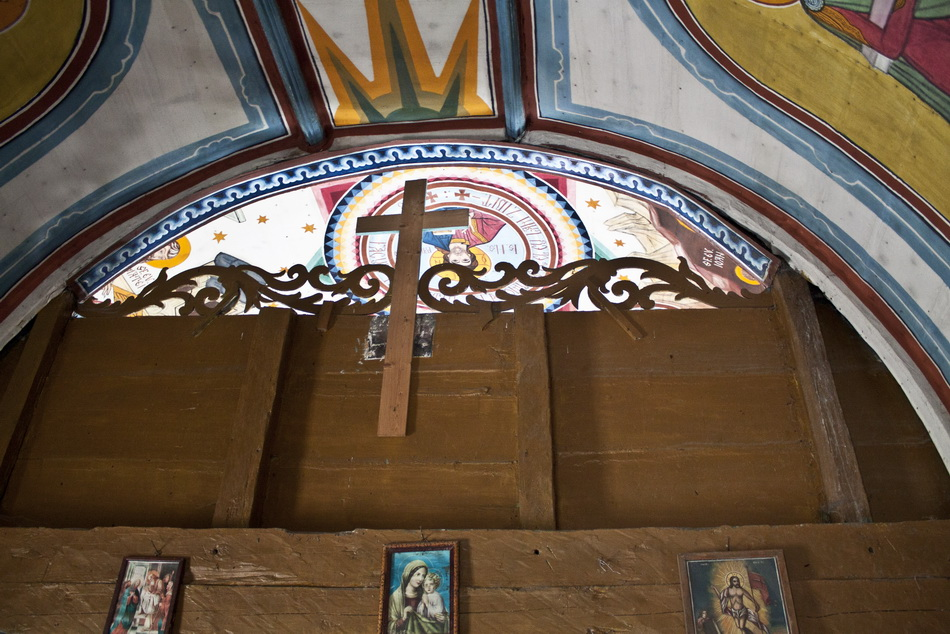
Dosul iconostasului
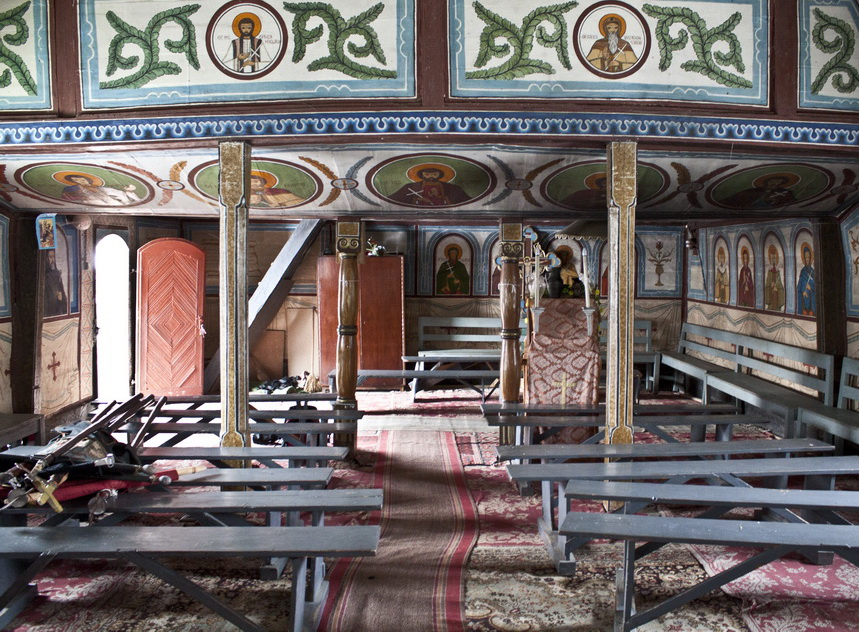
Interiorul bisericii
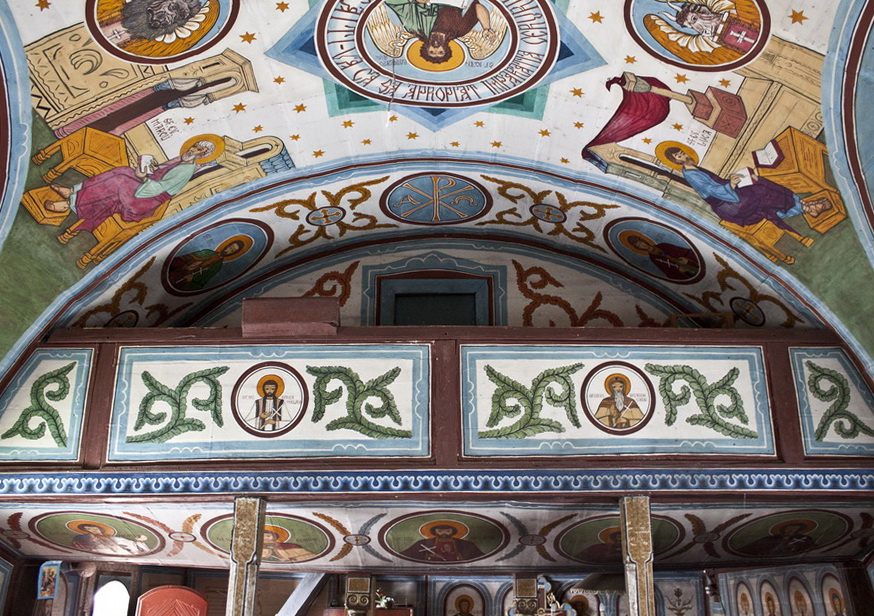
Corul
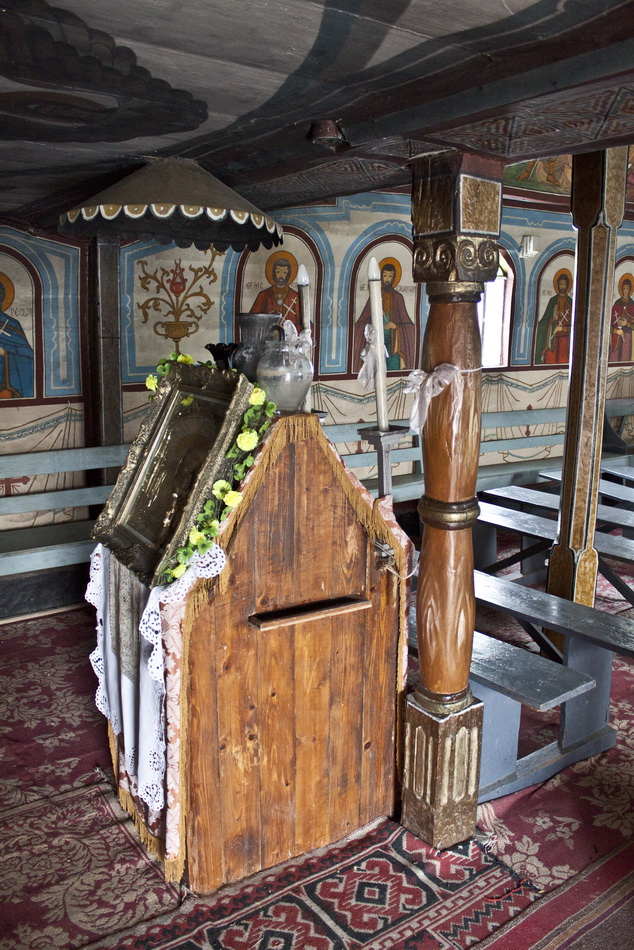
Trecerea din pronaos în naos
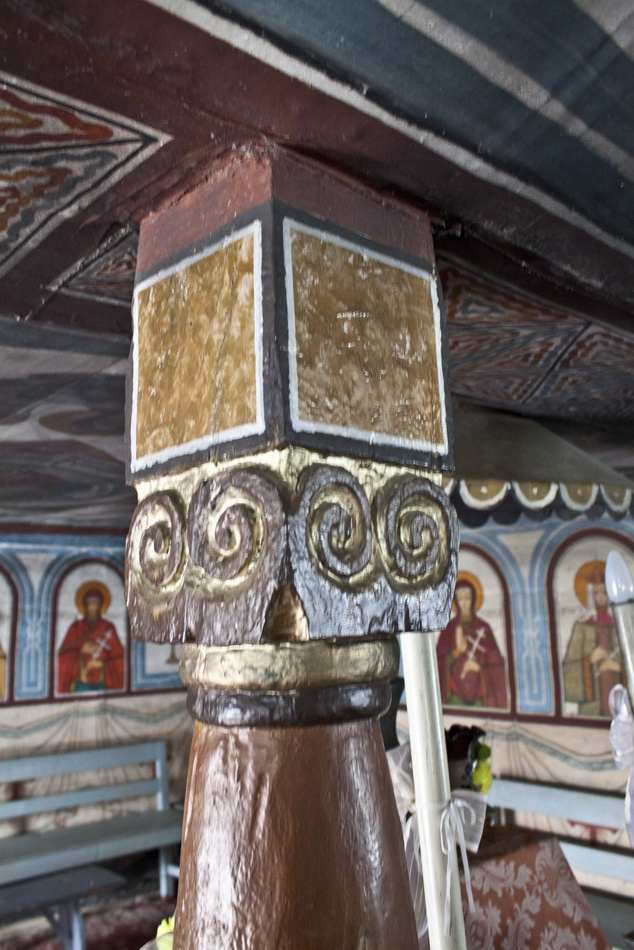
Detaliu
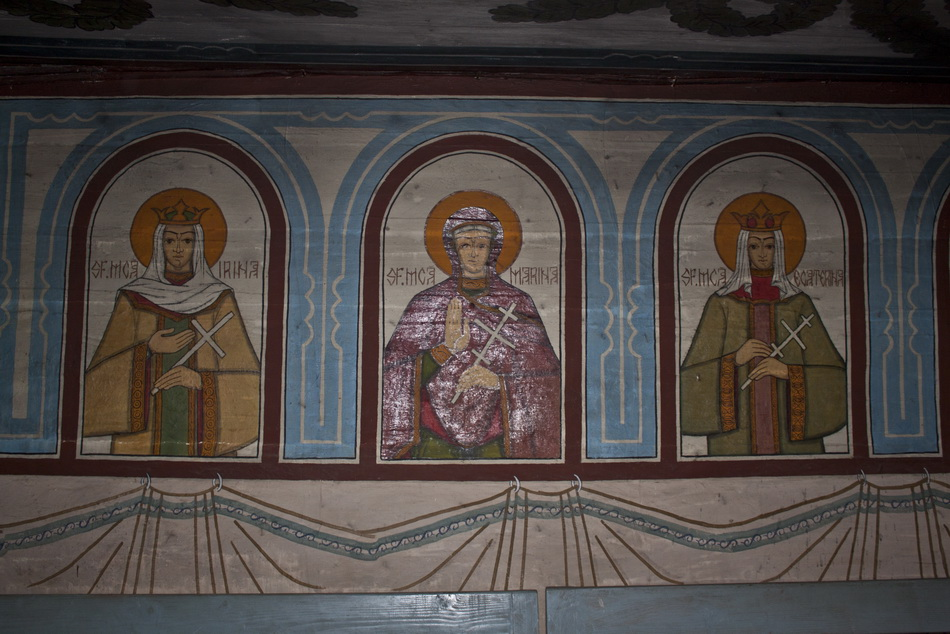
Pictura naosului
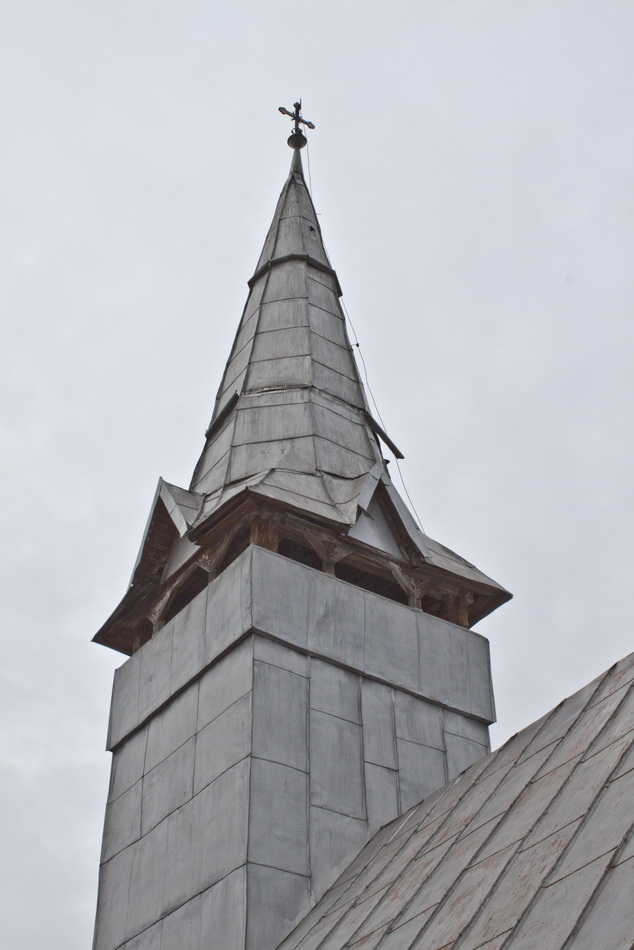
Turnul clopotniţă
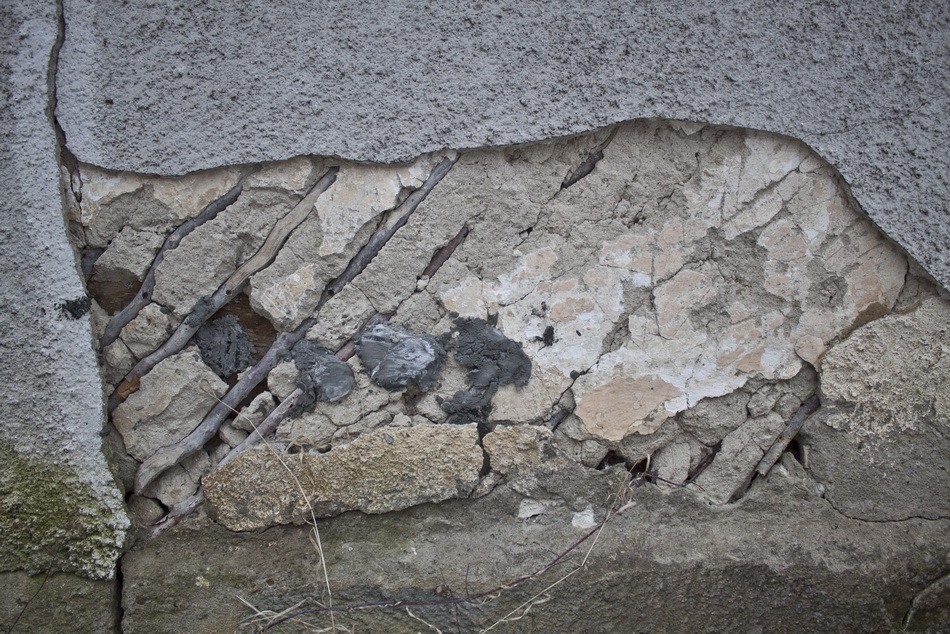
Cele două straturi de tencuială
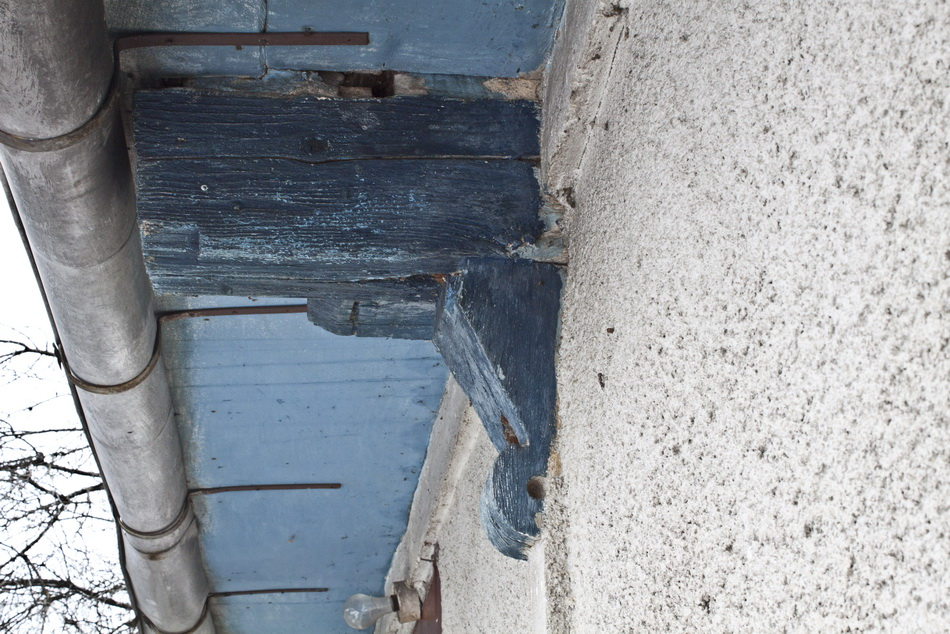
Consolă sub tencuială
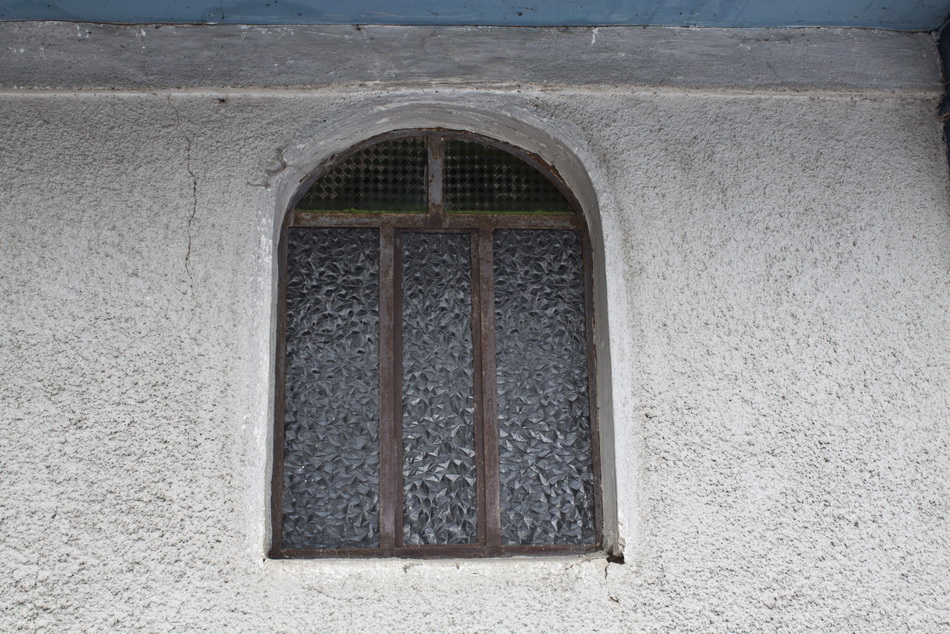
Fereastră
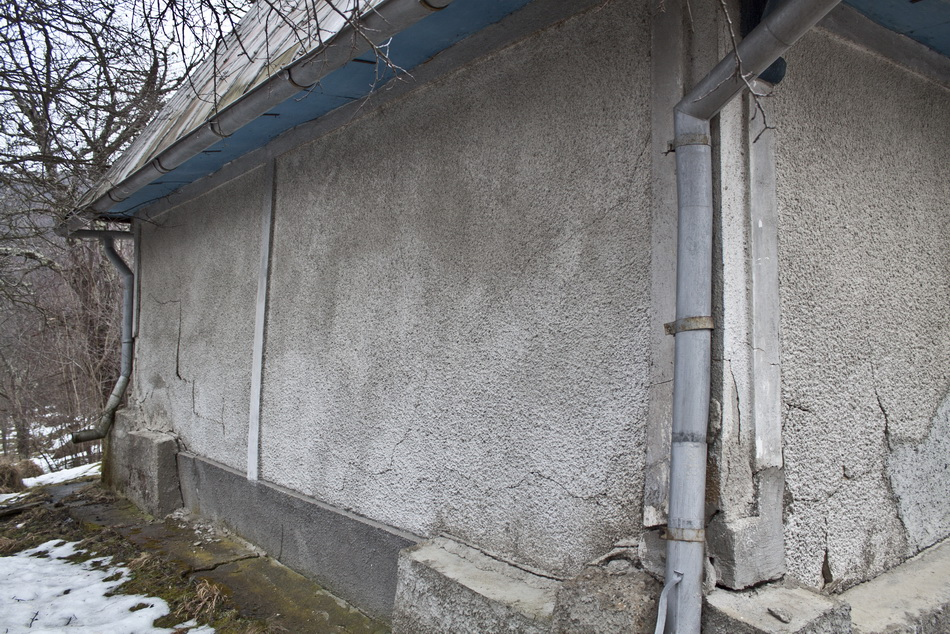
Latura de vest a bisericii
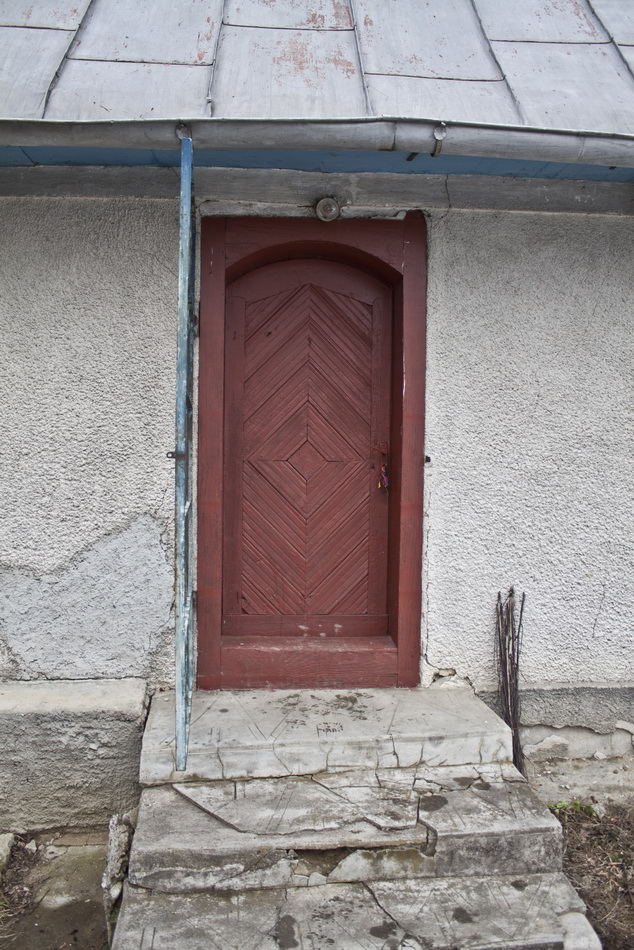
Intrarea în biserică
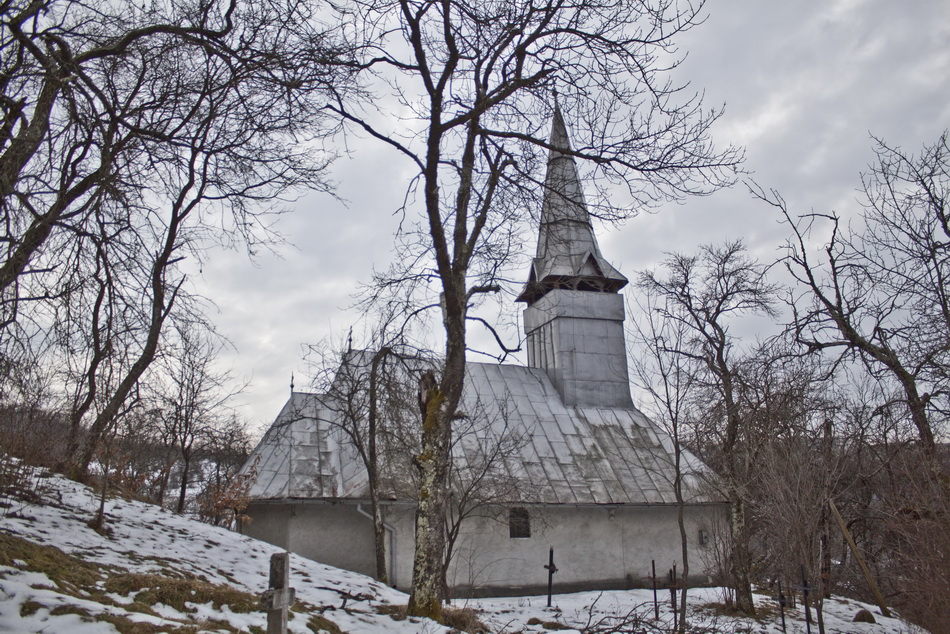
Biserica văzută din nord
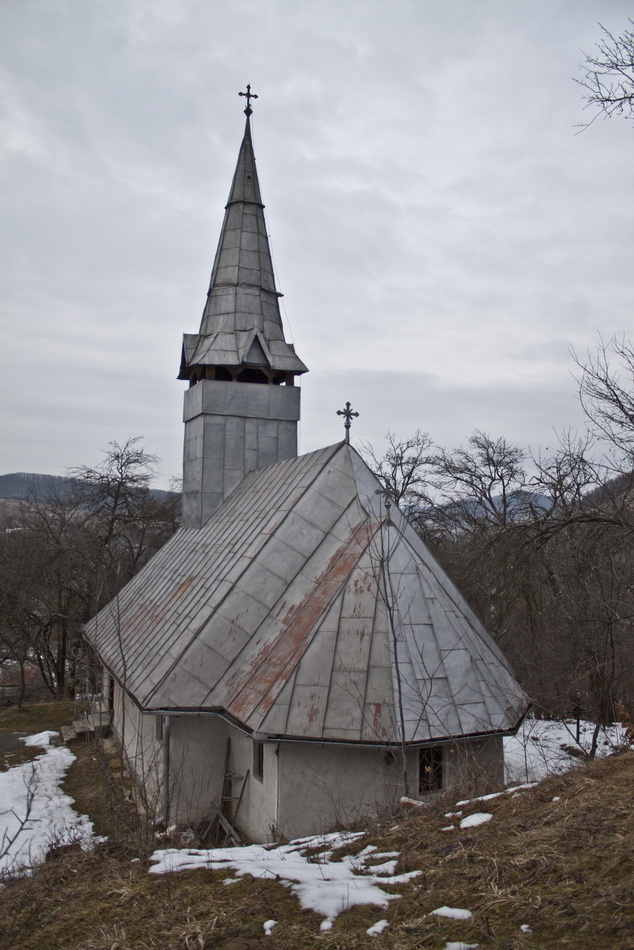
Biserica văzută din est
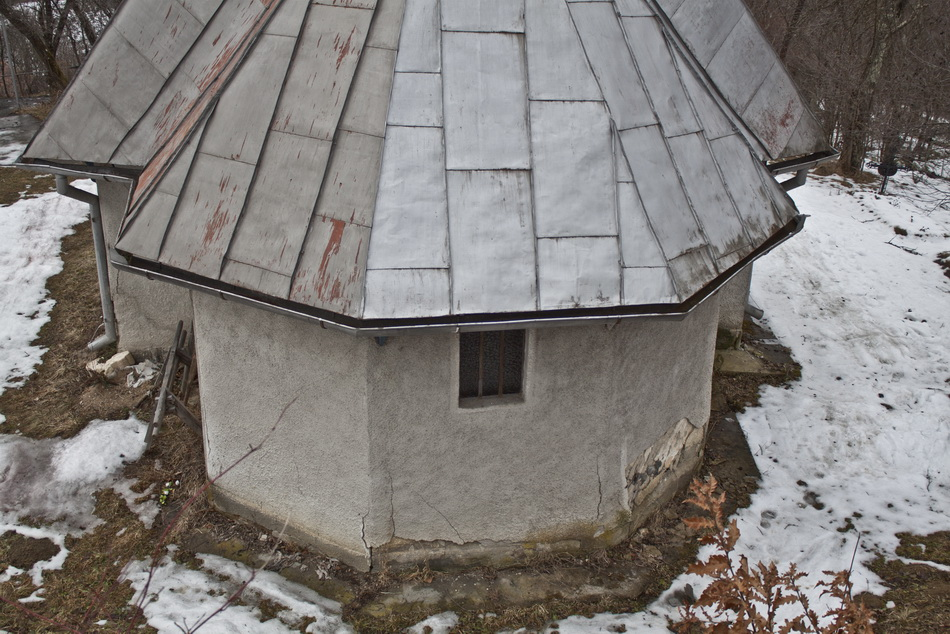
Absida altarului
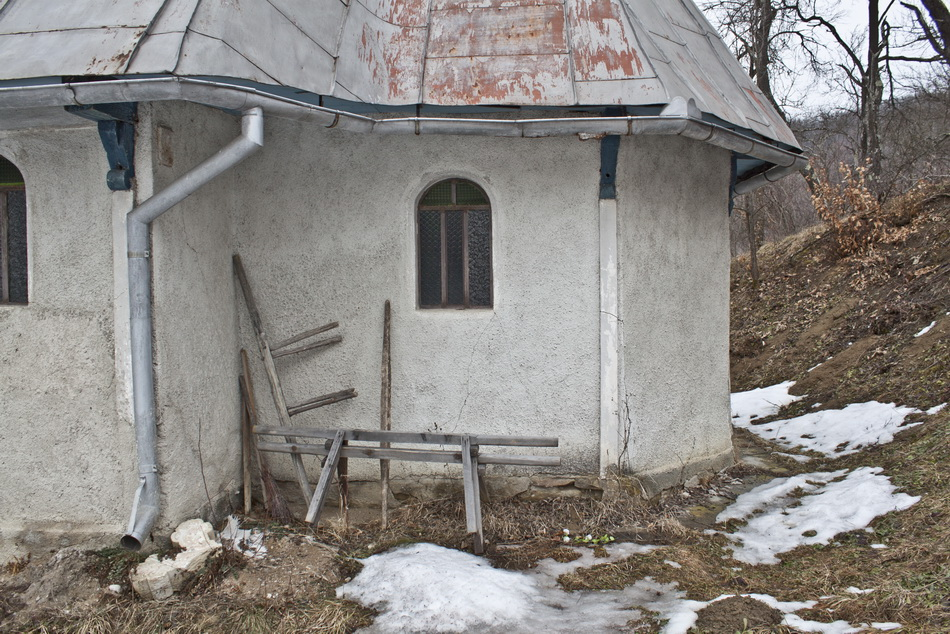
Vedere laterală a absidei altarului
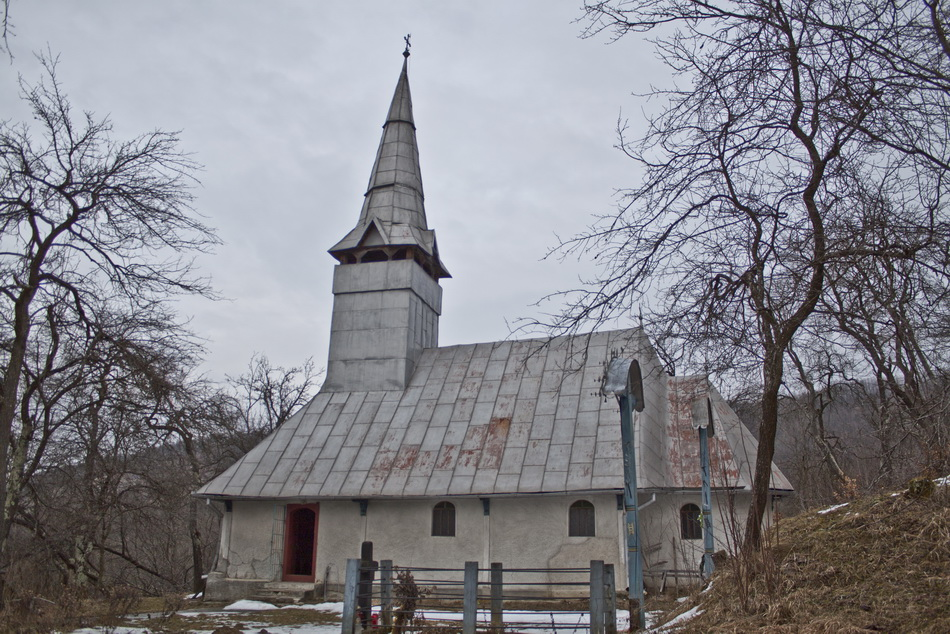
Biserica văzută dinspre sud
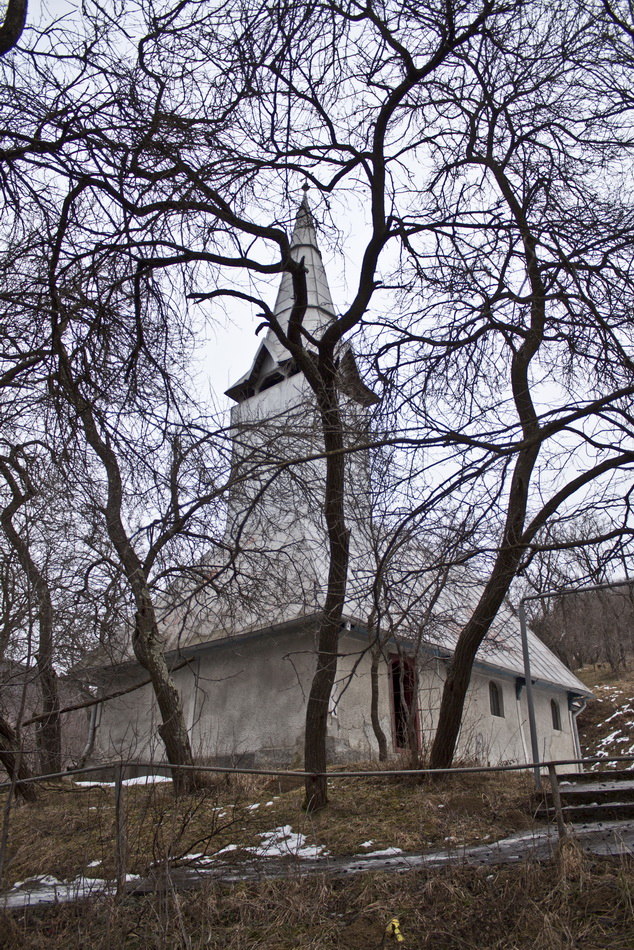
Vedere din sud-vest